# Amundi
Amundi és una empresa francesa de gestió d'actius. Amb 1.653 milions d'euros d'actius sota gestió a finals del 2019, és el gestor d'actius més gran d'Europa i un dels deu gestors d'inversions més importants del món.
Fundada l'1 de gener de 2010, la companyia és el resultat de la fusió entre les activitats de gestió d'actius de Crédit Agricole (Crédit Agricole Asset Management, CAAM) i Société Générale (Société Générale Asset Management, SGAM). Amundi Group cotitza a la borsa d'Euronext des de novembre de 2015. El seu accionista majoritari és Crédit Agricole S.A.